# Музей – Гевгели
Националната институция Музей – Гевгели (на македонска литературна норма: Национална Установа Музеј – Гевгелија) е исторически и етнографски музей в град Гевгели, Република Македония.
Музеят е разположен в източната част на града, на улица „Маршал Тито“ № 26, във възрожденската къща Владов конак, построена в 1906 година и обявена за паметник на културата. Основан е като Музейна сбирка, после става Общински музей, по-късно Народен музей и накрая от 2003 година Национална институция музей – Гевгелия под покровителството и с финансирането на Министерството на култура на Република Македония. Част от музея е и Гевгелийският хамам, както и Музеят на Национално-свободителната борба в Старо Конско.
Музеят от основаването си прави системни проучвания за откриване, опазване и експониране на многобройните подвижни находки от археологическите обекти в Гевгелийско, на предмети с историческа и етнографска стойност. Музеят прави много тематични изложби и научни публикции. Археологическите експонати – около 4500, датират от неолита, пети век пр. Хр., до късната античност и произхождат от археологическите обекти Вардарски рид, Сува река, Милци и Парагон. Представена е и историческа сбирка от периода на Балканските войни и Първата световна война.